# Martinho da Costa Lopes
Martinho da Costa Lopes (* 11. November 1918 in Manatuto, Portugiesisch-Timor; † 27. Februar 1991 in Lissabon, Portugal) war Apostolischer Administrator von Dili (Osttimor).

## Leben
Martinho da Costa Lopes wuchs während einer Zeit auf, als die Römisch-katholische Kirche in der Kolonie Portugiesisch-Timor eng mit der Kolonialregierung zusammenarbeitete. Er studierte von 1939 bis 1946 Philosophie und Theologie am Priesterseminar in Macau, da Osttimor bis 1940 zum Bistum Macau gehörte. Nach seiner Rückkehr nach Timor war er zunächst Lehrer am Gymnasium in Dili. 1948 wurde er zum Priester geweiht.

### Priester und Journalist
Nach seiner Priesterweihe arbeitete Lopes als Seelsorger in Portugiesisch-Timor. 1957 wurde er als Abgeordneter für Osttimor mit einem vierjährigen Mandat in die portugiesische Nationalversammlung in Lissabon gewählt. Als solcher war er 1959 Augenzeuge der Niederschlagung der Viqueque-Rebellion gegen die Kolonialherren im Südosten der Insel und der anschließenden öffentlichen Hinrichtungen. Bei dem Aufstand kamen etwa 1000 Menschen ums Leben.
Anfang der 1970er Jahre übernahm Lopes die Redaktion der Zeitschrift Seara, die vom Bistum Dili herausgegeben wurde. In dieser Zeit wurde Seara zu einem Sprachrohr der politischen Anliegen der Timoresen. Unter anderem schrieben Marí Alkatiri, José Ramos-Horta, Nicolau Lobato, Abílio Araújo und Francisco Xavier do Amaral Artikel für Seara.
1975, in dem Jahr, in dem Indonesien sein Heimatland besetzte, wurde Lopes zum Generalvikar des Bischofs von Dili, José Joaquim Ribeiro, bestellt.

### Apostolischer Administrator des Bistums Dili
Nachdem Bischof Ribeiro, entsetzt über die Verbrechen im Zuge der Operation Seroja, am 22. Oktober 1977 zurückgetreten war, wurde Lopes tags darauf zum Apostolischen Administrator für das Bistum Dili und damit für ganz Osttimor ernannt. Er war der erste Einheimische als Oberhaupt der Ortskirche von Osttimor und wurde unmittelbar dem Papst unterstellt. Auf Anregung von Lopes verfügte die Römische Kurie am 7. April 1977, dass Tetum, die Lingua Franca der Region, in Osttimor als offizielle Sprache der katholischen Liturgie gebraucht wird.

### Einsatz für die Menschenrechte
Die Gräueltaten des indonesischen Militärs und die Tatenlosigkeit der Militärverwaltung angesichts der Hungersnot während der Operation Seroja belasteten Lopes schwer. Anfangs wandte er sich deshalb an die Kommandeure des Militärs, um auf Änderungen hinzuwirken. Doch er musste feststellen, dass seine Anregungen und Beschwerden nicht zur Kenntnis genommen wurden. Daraufhin entschloss er sich, die Staatsverbrechen bekannt zu machen, indem er sie ab 1981 in Briefen an ausländische Zeitungen schilderte. Erst dadurch wurde die Weltöffentlichkeit auf die Geschehnisse in Osttimor aufmerksam. Lopes prangerte vor allem die Zwangsaushebung von 50.000 Männern und Jungen an, die gegen die osttimoresische Freiheitsbewegung FRETILIN kämpfen mussten. In einer Aufsehen erregenden Predigt berichtete er vom Massaker an 500 Frauen und Kindern am 7. September 1981 beim St. Antonius-Schrein am Aitana durch die indonesische Armee. Das Militär erteilte ihm daraufhin einen scharfen Verweis und zwang ihn im Oktober 1981, Dili zeitweise zu verlassen. Lopes erklärte: „Ich empfinde es als unbändiges Bedürfnis, der ganzen Welt von dem Völkermord in Timor zu erzählen, damit wenn wir sterben, zumindest die Welt weiss, dass wir im Stehen starben.“ 1981 lud die indonesische Bischofskonferenz Lopes ein, an ihrer Herbstvollversammlung teilzunehmen. Lopes nutzte die Gelegenheit, ein umfangreiches Dossier über Kriegsverbrechen und Verletzungen der Menschenrechte in Osttimor zusammenzustellen, denn er hoffte auf das Gehör seiner indonesischen Amtsbrüder. Als Staatschef Suharto aus Anlass ihrer Vollversammlung am 19. November 1981 die Bischöfe empfing, sprach Lopes die Gräueltaten der indonesischen Streitkräfte an. Seinen indonesischen Amtsbrüdern war dies sehr peinlich.
In den Umsiedlungslagern, in die die Soldaten alle Zivilisten gesteckt hatten, die „im Weg“ waren, hungerten die Insassen. Lopes forderte die Armeeführung auf, umgehend Nahrungsmittel zu liefern, um ein Massensterben zu verhindern. Nichts geschah. Was er befürchtet hatte, traf ein: Abertausende von Familien verhungerten. Lopes ermutigte seine Priester, der Bevölkerung beizustehen. Die USA kritisierte er wegen ihrer militärischen Hilfe für Indonesien. Verzweifelt bat Lopes Papst Johannes Paul II. um eine Sonderaudienz, was jedoch als „nicht opportun und nicht nötig“ abgelehnt wurde. Für Lopes war dies ein harter Schlag. Mit Bitterkeit nahmen die Priester des Bistums wahr, „dass der Papst zwar für Polen und die islamischen Länder betete, aber Timor vergaß“. Sie machten den Pro-Nuntius in Indonesien, Pablo Puente Buces, dafür verantwortlich.

### Ablösung als Apostolischer Administrator
Am 16. Mai 1983 wurde Lopes als Administrator des Bistums Dili abgelöst. Dies geschah auf Wunsch des indonesischen Armeeschefs Leonardus Benyamin Moerdani und auf Vorschlag von Pro-Nuntius Puente. Tags darauf eskortierte Pro-Nuntius Puente, der vollendete Tatsachen schaffen wollte, Lopes von Dili nach Rom. Die Entscheidung der Ablösung wurde über die Köpfe des osttimoresischen Klerus hinweg getroffen, Priester und Laien protestierten dagegen beim Papst. Sein Nachfolger im Amt wurde Carlos Felipe Ximenes Belo, der Lopes’ Kampf für die Verteidigung der Menschenrechte weiterführte und dafür 1996, zusammen mit dem späteren osttimoresischen Präsidenten José Ramos-Horta, den Friedensnobelpreis erhielt. Belos Anteil am Preisgeld ging an die Stiftung Paz e Democracia Monsenhor Dom Martinho da Costa Lopes.
Nach der erzwungenen Ausreise aus seinem Heimatland lebte Lopes in Lissabon. In den Folgejahren reiste er in zahlreiche Länder, um über das Schicksal seines Volkes zu sprechen. Am 12. August 1988 war Lopes Mitglied einer osttimoresischen Delegation, die vor dem Special Committee on decolonization der Vereinten Nationen vorsprechen durfte. Die Reisen und vor allem die geringe Beachtung, die das kleine, entlegene Osttimor trotz all seines Bemühens fand, erschöpften ihn.
Martinho da Costa Lopes starb am 27. Februar 1991 in Lissabon, „einsam und verlassen“.

## Nachwirkung
Papst Johannes Paul II. besuchte Osttimor 1989 und verschaffte so der Situation im Land mehr Aufmerksamkeit in der Weltöffentlichkeit. Doch erst 1999 zog Indonesien nach einem Unabhängigkeitsreferendum und unter dem Druck der Weltgemeinschaft aus Osttimor ab. 2002 wurde es unabhängig.
Der Einsatz von Lopes und der lokalen katholischen Kirche für die Bevölkerung sorgte für eine Zunahme der Popularität des Christentums. Als Lopes Administrator wurde, waren nur 30 % der Einwohner Osttimors Katholiken. Heute bekennen sich über 95 % der Bevölkerung zum katholischen Glauben. Die Zuwächse waren hauptsächlich während der Amtszeit Lopes’ zu verzeichnen.

## Ehrungen
Nach Lopes ist in Dili die Avenida Dom Martinho Lopes und der Ordem Dom Martinho Lopes benannt. Der Orden wurde Lopes 2007 posthum verliehen. Am 12. Mai 2017 wurde Lopes zudem der Ordem de Timor-Leste verliehen.

## Belege
- New York Times: Todesmeldung da Costa Lopes
- ETAN: Friedensnobelpreis für Bischof Belo
- Cathnews: Whitlam role in ousting East Timor Catholic leader
- Timor-Leste Memória